# Peplum in Italia

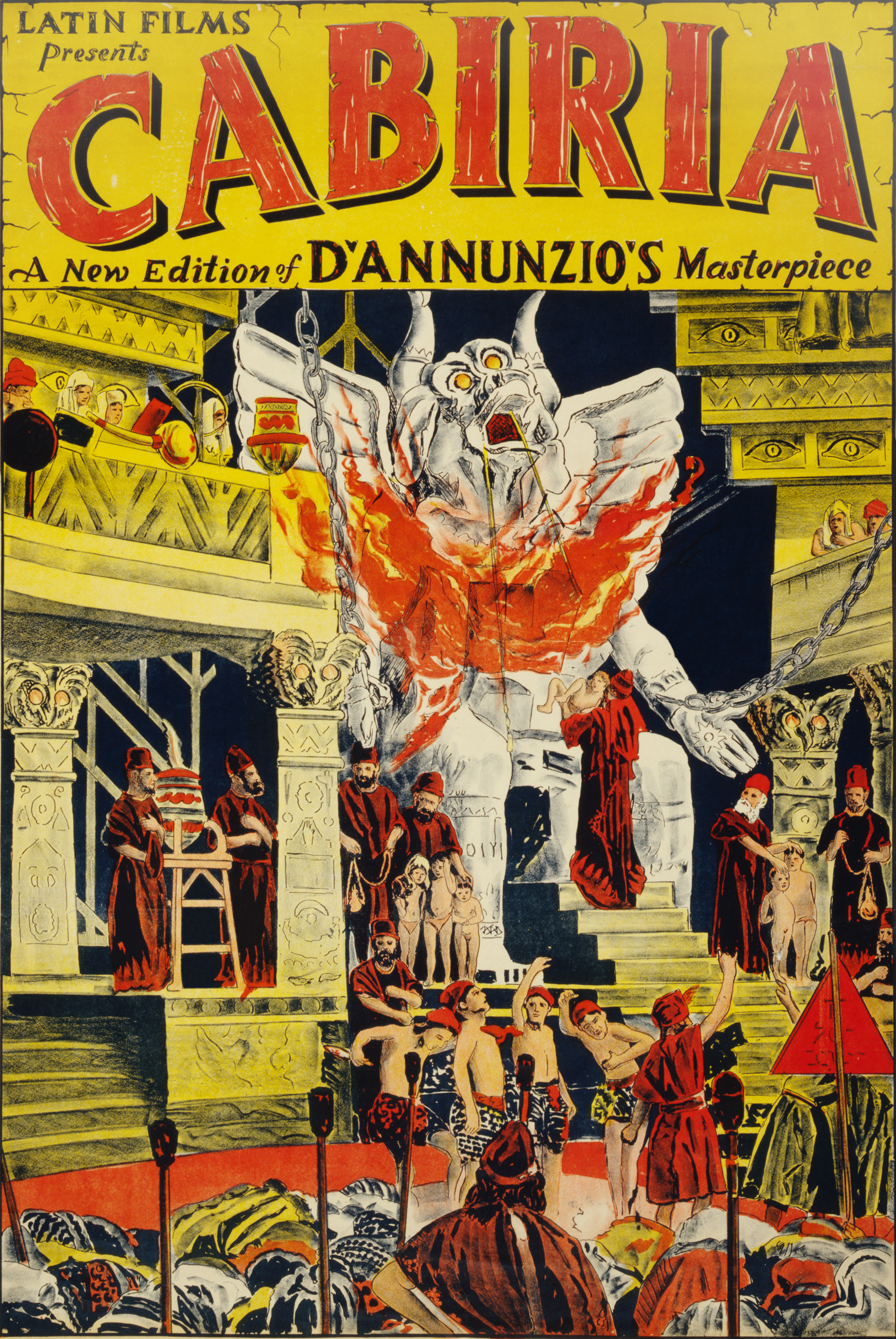
Il film Cabiria (1914), una delle prime importanti pellicole del genere peplum italiano

Il peplum in Italia ha avuto una storia ben inserita in quella più generale del  cinema in Italia.

## Storia

### Il cinema muto
Il genere del film storico in costume nacque in Italia all'inizio del XX secolo. A partire dai primi anni del cinema italiano le tematiche classiche ed evangeliche fecero sviluppare il filone del film storico in proiezione kolossal. Molti furono i romanzi d'appendice della fine Ottocento che furono tradotti al cinema: Gli ultimi giorni di Pompei, Quo vadis?, o che ne ebbero una paternità letteraria (Cabiria). Gli esempi citati sono i modelli più famosi che, loro malgrado, generarono i "peplum", ovvero rifacimenti a basso costo di altre produzioni, con riciclaggio di personaggi e scenografie.
L'ambientazione classica e la serialità fecero di questa parte del cinema italiano all'avanguardia, che già allora era la più rappresentativa e studiata nel mondo. Il grande regista David Wark Griffith, uno dei padri del cinema statunitense, studiò proprio Cabiria, capolavoro kolossal del 1914, per preparare le scene in costume del suo Intolerance.

### Gli anni '50: la diffusione
In Italia negli anni cinquanta questo genere occupava in gran parte quella fetta di mercato di film d'evasione che sarebbe stata poi conquistata dallo spaghetti-western. Gli eroi mitologici, letterari o biblici, assimilati ad alcuni gladiatori, erano i personaggi preferiti: Ercole, Giasone e gli Argonauti, oppure il famoso Maciste nato dall'estro di Gabriele D'Annunzio.
Queste pellicole riuscirono a convincere la critica e a riscuotere un buon successo di pubblico, al punto da convincere i produttori italiani ad investire nel genere. Vennero quindi prodotte alcune opere che si caratterizzano per una particolare serietà della trama (cosa che sarà rapidamente perduta nel decennio successivo) e per una qualità complessivamente accettabile, o addirittura ammirabile in alcuni casi, come per Ulisse, in cui il ruolo del protagonista era affidato al celebre attore statunitense Kirk Douglas. Nel 1959 venne girato Le fatiche di Ercole di Pietro Francisci interpretato da Steve Reeves e Sylva Koscina; il film, tecnicamente non eccelso ma comunque godibile, ottenne un grande successo di pubblico, dando inizio al massiccio sfruttamento degli eroi muscolosi dell'antichità. L'anno successivo infatti uscì il seguito Ercole e la regina di Lidia, che riuscì a ripetere il successo di pubblico del precedente capitolo, mantenendo uno standard di qualità accettabile.

### Anni '60: l'apogeo
La prima metà degli anni sessanta fu il periodo di maggiore sfruttamento del genere peplum in Italia, con altre produzioni incentrate sul personaggio oramai già lanciato di Ercole. Questi film venivano girati da registi e produttori diversi, a volte anche contemporaneamente, e questo ha portato in breve tempo ad un accumulo di avvenimenti nelle pellicole che spesso si contraddicono tra di loro.
Sull'onda dei successi di Ercole venne recuperato dagli anni venti il personaggio di Maciste, su cui si svilupperà un filone che comprende una ventina di opere spesso in totale disaccordo tra di loro. Un altro nuovo personaggio di nome Ursus verrà coniato sulla falsariga dei suoi due predecessori per incarnare l'ideale del "muscoloso eroe senza macchia e senza paura" e usato in una serie di pellicole. Lo sfruttamento degli eroi classici non lascerà indenni neanche i personaggi biblici come Sansone e Golia: entrambi i personaggi verranno stravolti nelle loro caratteristiche originali nel corso delle rispettive saghe per poter meglio incarnare gli ideali del "paladino dei deboli".
Oltre ai film sui forzuti venivano realizzate parallelamente altre pellicole riguardanti storie di amori e di battaglie tra il reale e il mitologico; anche alcune di queste produzioni raggiunsero un buon livello qualitativo (Arrivano i titani di Duccio Tessari o Le sette folgori di Assur di Silvio Amadio, entrambi del 1962), ma il continuo peggioramento della qualità delle opere maggiormente in voga (quelle sui forzuti) rovinò anche i pochi tentativi di realizzare opere più ambiziose.
Tra il 1960 e il 1965 furono distribuiti non meno di una decina di film peplum ogni anno. Molti di questi avevano per protagonista Maciste, Ercole, Sansone o Ursus. La serrata e spietata concorrenza che gli eroi si facevano l'un l'altro limitava gli incassi elargiti da un pubblico sempre più provato e stanco di trame che tendevano a ripetersi. Ben presto gli appassionati, non potendosi permettere economicamente di andare a vedere tutti i film di ciascuno di questi guerrieri, scelsero ognuno il proprio favorito, decidendo di andare a vedere esclusivamente le avventure del loro paladino, cancellando definitivamente la possibilità di realizzare peplum alternativi a questo sottogenere: Io, Semiramide è l'ultimo tentativo di realizzare film peplum alternativi a quelli dei forzuti. Non ebbe successo di pubblico e critica a causa dello scarso budget.

### La fine ed il declino
Le prime recessioni negli incassi diedero inizio ad un circolo vizioso, costringendo i produttori e i registi ad abbassare i budget e quindi abbassando la qualità tecnica delle opere. Ciò causò il progressivo abbandono del genere da parte degli appassionati e una conseguente ulteriore riduzione degli incassi. Per cercare di far fronte alla crisi gli autori ricorsero a discutibili scelte artistiche, facendo convivere due o più forzuti nello stesso film nella speranza di attirare i fan di entrambe le saghe, per poter moltiplicare gli incassi. Il caso limite si ebbe nel 1964 con la realizzazione di Ercole, Sansone, Maciste e Ursus gli invincibili diretto da Giorgio Capitani in cui tutti i quattro forzuti condivisero la scena di un'unica pellicola.
Nel 1965 vennero distribuiti altri film ma nessuno di questi riscosse il minimo successo e i produttori riuscirono a malapena a recuperare i pochissimi soldi spesi per la produzione; altri vennero prodotti, ma non trovarono mai un distributore disposto a rischiare nell'operazione. Messi con le spalle al muro, anche i produttori più fedeli al genere peplum preferirono concentrarsi sul nuovo filone che si stava diffondendo: lo spaghetti western: indicativo in questo senso il film Sansone ed il tesoro degli incas, e secondariamente Zorro contro Maciste (nonostante, in realtà Zorro si situi a cavallo fra il '700 e l' '800, quando in Europa dominava Napoleone; e considerando che Zorro è in minima parte da considerarsi western).